# Prodrasterius collaris
Prodrasterius collaris är en skalbaggsart som först beskrevs av Candeze 1859.  Prodrasterius collaris ingår i släktet Prodrasterius och familjen knäppare. Inga underarter finns listade i Catalogue of Life.